# مارتن إيرلي
مارتن إيرلي (بالإنجليزية: Martin Earley)‏ ولد بتاريخ 15 يونيو 1962 في دبلن، جمهورية أيرلندا، هو دراج أيرلندي سابق. سبق أن شارك في دورة الألعاب الأولمبية الصيفية.

## سجل النتائج

### سباقات أو مراحل فاز بها
- طواف فرنسا

### المراكز
- حقق المركز الـ 60 في سباق طواف فرنسا 1985
- حقق المركز الـ 46 في سباق طواف فرنسا 1986
- حقق المركز الـ 22 في طواف إسبانيا 1987
- حقق المركز الـ 65 في سباق طواف فرنسا 1987
- حقق المركز الـ 19 في طواف إسبانيا 1988
- حقق المركز الـ 44 في سباق طواف فرنسا 1989
- حقق المركز الـ 80 في سباق طواف فرنسا 1992

## روابط خارجية
- مارتن إيرلي على موقع أرشيف الدراجات (الإنجليزية)
- مارتن إيرلي على موقع إحصائيات الدراجات الإحترافية (الإنجليزية)
- مارتن إيرلي على موقع CycleBase (الإنجليزية)
- مارتن إيرلي على موقع أوليمبيديا (الإنجليزية)